# Mickey McLaney
Mickey McLaney (auch Michael J. oder Mike, * 1. Februar 1915 in New Orleans; † 9. September 1994 Port-au-Prince) war ein irisch-amerikanischer Spielbankunternehmer und Mobster, welcher dem „Irish Mob“ zugerechnet wird.
Sein Bruder war William J. McLaney ein Teilhaber des Carousel Gambling Casino.
Michael J. McLaney war kurze Zeit Deputy Sheriff von New Orleans.

## Leben
Michael McLaney war ein erfolgreicher Golfer und Tennisspieler. Er gewann 1962 mit Gardnar Mulloy die US-Amateur Meisterschaft im Herrendoppel. Sein Golfcaddy war Larry Murphey. Er spielte mit Bobby Riggs Tennis und mit John F. Kennedy Golf.
Mickey McLaney war außerdem Buchmacher für die National Football League. Bei Mickey McLaney setzten Louis Chesler und der Eigentümer der Baltimore Colts, Carroll Rosenbloom drei Millionen USD auf einen Sieg der New York Giants gegen die Colts am 28. Dezember 1958. Albert Cornelius Besselink brachte nach der National Football League Championship Game, 1958, Michel J. McLaney einen Golfbag mit 0,25 Millionen USD.
Am 25. August 1955 verkaufte der offizielle Konzessionär von Fulgencio Batista  das Casino Internacional an Meyer Lansky und das 450-Zimmer-Hotel Nacional Casino an Moe Dalitz and Sam Tucker. Diese verkauften an Carroll Rosenbloom. Carroll Rosenbloom beteiligte im Juni 1958 Mike McLaney. Als Fidel Castro die Regierung übernahm, verstaatlichte er das Hotel Nacional Casino und Michael J. McLaney saß eine Weile im Gefängnis. Michael J. McLaney musste seine Aktien an der Universal Controls (einem Multi zu welchem American Totalizator, und die Seven Arts Motion Picture Company gehörte), verkaufen.
Zur Zeit der Invasion in der Schweinebucht, 17–19. April 1961, vermittelte Michael J. McLaney zwischen Robert und John F. Kennedy und der US-amerikanischen Mafia.
Sein Bruder, William McLaney war der Eigentümer des Lake Pontchartrain Training Camps in der St. Tammany Parish, zwischen Mandeville and Lacombe, auf welchem die Interpen von Gerald Patrick Hemming Präsidentenmord übte.
In den Jahren 1963 und 1964 war Michael J. McLaney 50 % Teilhaber des Kasinos des Bahamadistrikts Cat Cay. 1973 behauptete der Aktienbetrüger Louis P. Mastriana: Mc Laney und Elliott Roosevelt, hätten ihm 100.000 USD geboten, wenn er Lynden O. Pindling ermordet.
1994 war Mickey McLaney Eigentümer eines Hotels mit drei Hektar Land auf Haiti und vor den US-Bundesbehörden flüchtig.